# 유언 (호도후)
유언(劉偃, ? ~ ?)은 전한 후기의 제후로, 교동대왕의 아들이다.

## 행적
신작 원년(기원전 61년), 신리후(新利侯)에 봉해졌다.
감로 4년(기원전 50년), 황제를 기만하는 글을 올린 죄로 작위가 박탈되었다. 이후 호도후(戶都侯)에 봉해져 식읍 4백 호를 받았으나, 건시 3년(기원전 30년) 또 황제를 기만하는 글을 올려 작위가 박탈되었다.

## 출전
- 반고, 《한서》 권15하 왕자후표 下

| 선대 (첫 봉건) | 전한의 신리후 기원전 61년 4월 계사일 ~ 기원전 50년 | 후대 (봉국 폐지) |

| 선대 (첫 봉건) | 전한의 호도후 ? ~ 기원전 30년 | 후대 (봉국 폐지) |